# Містер Робінзон Крузо
Містер Робінзон Крузо (англ. Mr. Robinson Crusoe) — американська пригодницька комедійна мелодрама режисера А. Едварда Сазерленда 1932 року.

## Сюжет
Молодий гульвіса Стів Дрексел, пропливаючи на своїй яхті по Південному морю, сперечається з друзями, що не тільки виживе на безлюдному тропічному острові без благ цивілізації, але і відтворить їх сам. Закла́д приймається, і Стів, взявши тільки свого вірного пса й зубну щітку, починає жити як дикун. Він будує собі хатинку, дає просікам знайомі імена (52-а вулиця і Парк-авеню), заводить дружбу з місцевою фауною: мавпою і дикою козою. Однак у нього нічого не виходить з П'ятницею : абориген, якого він хоче «приручити», втікає.
Але одного разу в один з капканів, розставлених Стівом по острову, потрапляє чарівна молода дівчина, якій відлюдник дає ім'я  Субота . Та не говорить ні по-німецьки, ні по-іспанськи, ні навіть на поросячій латині. Поступово Субота оволодіває англійською мовою. З'ясовується, що вона втекла з-під вінця з сусіднього острова.
Незабаром поселення Стіва піддається нападу з боку тубільців з сусіднього острова — вони хочуть повернути наречену, а також їх підкупили приятелі Стіва, які не бажають програвати закла́д. «Робінзон Крузо» перемагає неприятелів, але вирішує покинути негостинний острів на своїй яхті, взявши з собою Суботу. Він привозить дівчину до Нью-Йорку, де вона починає виступати на Бродвеї.

## У ролях
- Дуглас Фербенкс — Стів Дрексел
- Вільям Фарнум — Вільям Белмонт
- Ерл Браун — професор Кармікейл
- Марія Альба — Субота